# Asuaju de Sus
Asuaju de Sus is een Roemeense gemeente in het district Maramureș.
Asuaju de Sus telt 1581 inwoners.